# 納爾普斯湖
46°37′57″N 8°45′48″E / 46.63250°N 8.76333°E

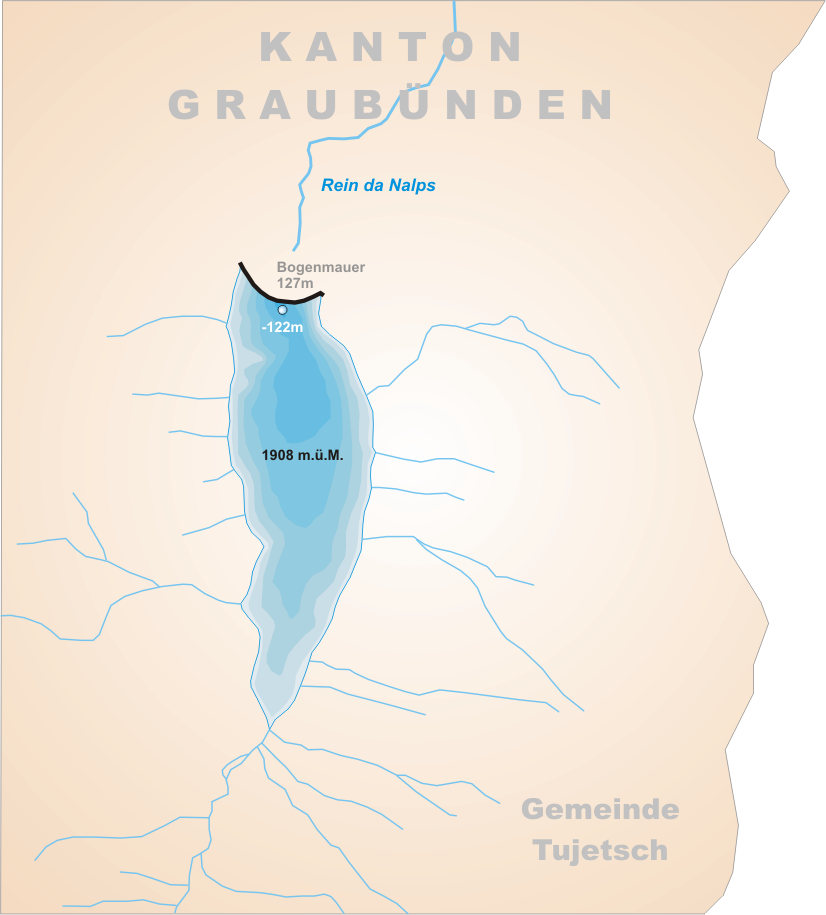

納爾普斯湖（Lai da Nalps），是瑞士的水庫，位於該國東南部，由格勞賓登州負責管轄，處於圖耶奇境內，長2公里，面積0.9平方公里，海拔高度1,908米，最大水深122米，水體容量4,500萬立方米。